# 蘭威爾·辛格
蘭威爾·辛格·巴夫納尼（英語：Ranveer Singh Bhavnani，1985年7月6日—），印度男演員，主要在寶萊塢工作，已獲得涵蓋印度電影觀眾獎在內的諸多獎項，且自2012年以來持續入選《富比士印度》的百大名人榜。
辛格從印第安納大學伯明頓分校畢業後在廣告業工作了幾年。他在電影《婚禮號角樂團》（2010年）中首次擔任主角，並贏得了印度電影觀眾獎最佳男新人。之後在《剪不斷的愛》（2013年）中的演出獲得外界好評，並憑藉《寶萊塢之殉情記》（2013年）奠定了自己的明星地位。辛格憑藉時代電影《帝国双璧》（2015年）和《帕德瑪瓦特》（2018年）分別獲得了印度電影觀眾獎最佳男主角、印度電影觀眾評論獎最佳男主角。
他在主演票房超越以往作品的《辛巴》（2018年）後，帶來了獲獎電影《街頭有嘻哈》（2019年）和《1983板球世界盃》（2021年），但此後幾部片的票房失利，直到《寶萊塢之我們相愛吧》（2023年）才返回上坡。他與時常合作的荻皮卡·帕都恭結為夫妻，並育有一女。

## 早年及家族
蘭威爾·辛格·巴夫納尼1985年7月6日生於馬哈拉施特拉邦孟买的信德及旁遮普家庭，父母是安朱·辛格·巴夫納尼（Ranveer Singh Bhavnani）和賈格吉特·辛格·巴夫納尼（Anju Singh Bhavnani）。印巴分治期間，他的祖父母從信德省卡拉奇（今屬巴基斯坦）搬到孟買。他有個名為里蒂卡·巴夫納尼（Jagjit Singh Bhavnani）的姐姐。辛格考量到名字「太長、音節太多」，從而弱化知名度，於是捨棄姓氏「巴夫納尼」，僅以「蘭威爾·辛格」當作藝名。
辛格的祖母是演員錢德·柏克，她是巴基斯坦外交官兼作家山繆·馬丁·柏克的妹妹，獨立後活躍於巴基斯坦。辛格母親的表姊妹蘇尼塔（Sunita，娘家姓巴夫納尼）嫁給了演員安尼·卡浦爾。
辛格一直渴望成為演員，並參加了一些學校的戲劇和討論會。但在進入孟買HR商經學院後，辛格意識到在電影業取得突破並不容易。辛格覺得表演的想法「太牽強」，因此專注於創意寫作。2008年，他前往美國，獲得印第安納大學伯明頓分校電信文學學士學位。在大學裡，他決定參加表演課程並選擇輔修戲劇。
2007 年完成學業並返回孟買後，辛格在O&M和智威汤逊等廣告公司擔任廣告文案幾年。他也曾擔任助理導演，但後來離開該職位去追求演藝事業。然後他決定將他的作品集發送給導演。他去各種試鏡，卻沒有得到什麼好的機會，只接到一些飾演小角色的電話：「這非常令人沮喪，有時我會想自己所做的事是否正確，一整個慘淡到不行。」

## 私生活

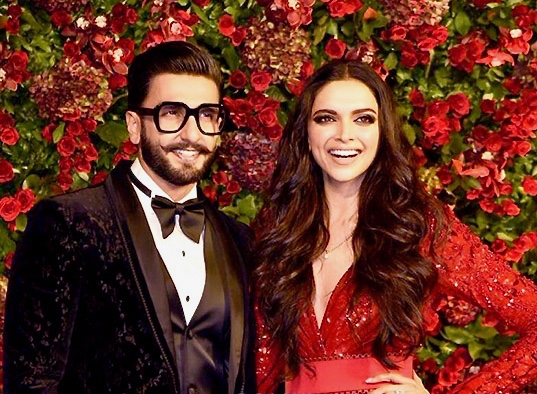
辛格與帕都恭在2018年的婚宴上

辛格2012年8月起與在《寶萊塢之殉情記》（2013年）中共事的荻皮卡·帕都恭交往。2018年10月，兩人宣布將結婚。接下來的一個月，他們在義大利科莫湖舉行了傳統的孔卡尼印度教和錫克教卡拉支婚禮（辛格的祖父是錫克教徒）。2024年2月29日，夫妻倆透Instagram上的貼文宣布即將迎來他們的第一個孩子。同年9月8日，帕都恭在孟买诞下一名女儿，取名為杜婭·帕都恭·辛格（Dua Padukone Singh）。

## 爭議
2022年7月，辛格為美國雜誌《紙》拍攝了一系列幾乎全裸的藝術照片，其後被一名女律師以及一名非政府組織負責人指控他的照片「冒犯了女性的情感」。大約一個月之後，他被孟買警方帶走審問。該圖像後來被用作蘇揚·史蒂文斯2023年專輯《標槍》中歌曲〈再見長青〉（Goodbye Evergreen）的封面。

## 作品列表

### 電影
| 年份 | 片名                   | 角色                                                | 附註 | 來源   |
| ---- | ---------------------- | --------------------------------------------------- | --- | ------ |
| 2010 | 《婚禮號角樂團》       | 比托·夏爾馬（Bittoo Sharma）                                     | | [ 29 ] |
| 2011 | 《少婦大戰搖滾男孩》   | 里基·巴爾（Ricky Bahl）                                       | 兼歌曲〈不習慣強迫〉（Aadat Se Majboor）及〈不習慣強迫（重混版）〉（Aadat Se Majboor (Remix)）的代唱歌手                                                                                         | [ 31 ] |
| 2013 | 《孟買之音》           | 他自己                                              | 特別演出歌曲：〈我們的孟買之音〉 | [ 32 ] |
| 2013 | 《剪不斷的愛》         | 瓦倫·史里瓦斯塔夫／阿特曼南德·「南都」·特里帕蒂（Varun Shrivastav / Atmanand "Nandu" Tripathi） | | [ 29 ] |
| 2013 | 《寶萊塢之殉情記》     | 拉姆·拉賈里（Ram Rajari）                                     | | [ 29 ] |
| 2014 | 《魂断加尔各答》       | 比克拉姆·博斯（Bikram Bose）                                   | | [ 33 ] |
| 2014 | 《尋找芬妮》           | 蓋博·厄奇海利斯提卡（Gabo Eucharistica）                             | 英語電影；客串 | [ 34 ] |
| 2014 | 《杀死迪尔》           | 戴夫·夏爾馬（Dev Sharma）                                     | | [ 35 ] |
| 2015 | 《嗨！兄弟》           | 他自己                                              | 特別演出歌曲：〈比爾朱〉（Birju） | [ 36 ] |
| 2015 | 《讓心跳動》           | 卡比爾·梅赫拉（Kabir Mehra）                                   | | [ 37 ] |
| 2015 | 《帝国双璧》           | 巴吉拉奥一世                                        | | [ 29 ] |
| 2016 | 《蘭維爾·陳回歸》      | 蘭維爾·陳（Ranveer Ching）                                       | 短片 | [ 38 ] |
| 2016 | 《無憂無慮》           | 德漢·古拉提（Dharam Gulati）                                     | | [ 39 ] |
| 2018 | 《帕德瑪瓦特》         | 阿拉烏丁·卡爾吉                                     | | [ 29 ] |
| 2018 | 《蒂法找麻煩》         | 他自己                                              | 巴基斯坦電影；特別演出 | [ 40 ] |
| 2018 | 《辛巴》               | 桑格蘭·「辛巴」·巴拉洛（Sangram "Simmba" Bhalerao）                          | | [ 41 ] |
| 2019 | 《街頭有嘻哈》         | 穆拉德·艾哈邁德（Murad Ahmed）                                 | 兼歌曲〈原創嘻哈〉（Asli Hip Hop）、〈在我的溝渠之中〉（Mere Gully Mein）、〈杜里詩歌〉（Doori Poem）、〈距離〉（Doori）、〈從何時到何時〉（Kab Se Kab Tak）、〈單程〉（Ek Hee Raasta）及〈我們的時代將會到來〉（Apna Time Aayega）的代唱歌手 | [ 29 ] |
| 2020 | 《古姆克圖》           | 他自己                                              | 客串 | [ 43 ] |
| 2021 | 《反恐追緝令》         | 桑格蘭·「辛巴」·巴拉洛                              | 特別演出 | [ 44 ] |
| 2021 | 《1983板球世界盃》     | 卡皮爾·德夫                                         | | [ 45 ] |
| 2022 | 《掌上明珠大逃亡》     | 賈耶什·帕特爾／賈耶什拜·喬達爾（Jayesh Patel / Jayeshbhai Jordaar）                  | | [ 46 ] |
| 2022 | 《奇蹟馬戲團》         | 羅伊·喬漢（Roy Chauhan）／羅伊·謝諾伊（Roy Shenoy）                      | | [ 47 ] |
| 2023 | 《寶萊塢之我們相愛吧》 | 洛基·蘭達瓦（Rocky Randhawa）                                     | 兼歌曲〈什麼耳環？〉（What Jhumka?）的代唱歌手 | [ 49 ] |
| 2024 | 《雄獅歸來》           | 桑格蘭·「辛巴」·巴拉洛                              | | [ 50 ] |
| 2025 | 《征服者》             | 待公布                                              | | [ 51 ] |

### 電視
| 年份 | 節目名                   | 角色             | 附註                                     | 來源   |
| ---- | ------------------------ | ---------------- | ---------------------------------------- | ------ |
| 2021 | 《大圖為重》             | 他自己（主持人） | 遊戲節目                                 | [ 52 ] |
| 2022 | 《寶萊塢人妻的絢爛生活》 | 他自己           | 真人秀                                   | [ 53 ] |
| 2023 | 《寶萊塢的浪漫主義》     | 他自己           | 紀錄劇集；單集：〈拉賈斯坦邦的男孩〉（The Boy from Jalandhar） | [ 54 ] |
| 2024 | 《憤怒的青年》（Angry Young Men）       | 他自己           | 紀錄劇集                                 | [ 55 ] |

### MV
| 年份 | 歌名             | 附註                 | 來源   |
| ---- | ---------------- | -------------------- | ------ |
| 2023 | 〈心的慶言〉（Dil Jashn Bole） | 2023年板球世界杯會歌 | [ 56 ] |

## 備註
1. ↑  辛格在片中一人分飾兩角。

## 外部連結
- 蘭威爾·辛格在互联网电影资料库（IMDb）上的資料（英文）
- 蘭威爾·辛格的Instagram帳戶